# جيس بوش
جيس بوش (بالإنجليزية: Jess Bush)‏ هي عارضة وفنانة تشكيلية وممثلة أسترالية، ولدت في 26 مارس 1992 في بريزبن في أستراليا.

## وصلات خارجية
- جيس بوش على موقع IMDb (الإنجليزية)
- جيس بوش على موقع روتن توميتوز (الإنجليزية)
- جيس بوش على موقع ميوزك برينز (الإنجليزية)
- جيس بوش على موقع قاعدة بيانات الفيلم (الإنجليزية)